# Moonlight Mile
Moonlight Mile is een Amerikaans dramafilm uit 2002 zowel geschreven als geregisseerd door Brad Silberling. De titel is afgeleid van een liedje met dezelfde naam van The Rolling Stones. Dat gaat over het publiekelijk vervullen van een rol waartoe een persoon zich sociaal verplicht voelt, terwijl dezelfde persoon op dat moment gevoelsmatig heel andere behoeftes heeft. Het filmfestival Phoenix Film Critics Society Awards 2003 nomineerde Moonlight Mile voor hun prijs voor de meest over het hoofd geziene film van het jaar.

## Verhaal
Joe Nast (Jake Gyllenhaal) verblijft in het huis van Ben (Dustin Hoffman) en Jojo Floss (Susan Sarandon), die hij net heeft leren kennen. Zij zijn de ouders van zijn verloofde Diana (Careena Melia), die net om het leven is gekomen. Ze zat op haar vader te wachten in een eettentje toen daar een woedende man met een geweer binnenkwam op zoek naar zijn vrouw. De man schoot zijn echtgenote met twee kogels in het hoofd in coma, maar doodde ook per ongeluk de toevallig aanwezige Diana. Joe probeert samen met Diana's ouders een begin te maken met de verwerking van hun verdriet. Het drietal moet ook besluiten wat voor aanklacht ze tegen de dader zullen indienen. Volgens advocate Mona Camp (Holly Hunter) hebben ze de keuze tussen doodslag en moord. In het eerste geval zal de dader waarschijnlijk tot maximaal zeven jaar gevangenisstraf krijgen en als Camp moord kan bewijzen, wacht hem de gaskamer. Ben wil hem opgeknoopt zien aan de hoogste boom. Jojo vindt dat veel te ver gaan. Joe wil er eerst een keer rustig over nadenken. Wat er met de dader gebeurt, is voor hem voorlopig geen prioriteit. Hij zit met zijn hoofd vooralsnog bij andere zaken.
Joe en Diana's ouders gaan alle drie anders met hun verlies om. Joe wil zo veel mogelijk met rust gelaten worden, Jojo lucht graag haar hart en Ben wil proberen om zo snel mogelijk weer in zijn dagelijkse routine te raken zodat hij niet alsmaar aan Diana hoeft te denken. Hierdoor kunnen ze bij elkaar maar mondjesmaat terecht met hun behoeftes, maar Joe doet zijn best om naar Jojo te luisteren en om Ben te helpen met de klusjes waar hij zichzelf mee bezig probeert te houden. Op verzoek van Ben gaat hij proberen de uitnodigingen voor de bruiloft terug te halen voor die bezorgd worden. Op het postkantoor ontmoet hij zo postbeambte Bertie Knox (Ellen Pompeo), met wie er direct een vonk overspringt. Omdat ze in eerste instantie 74 van de 75 uitnodigingen terugvinden, brengt zij de laatste later zelf langs bij het huis van het echtpaar Floss. Omdat Joe nog niet weet hoe hij verder wil met zijn leven, laat hij zich zolang ook door Ben meeslepen in diens commercieel vastgoed-bedrijfje. Hij weet daar niks van, maar Ben wil hem al doende het vak leren. Ben vertelt Joe ook dat hij vermoedt dat Diane hem iets belangrijks wilde vertellen op de dag dat ze omkwam.
Diana's vriendin Cheryl (Aleksia Landeau) komt langs bij de familie Floss en troont Joe mee naar de bar Call's Place om Diana's vriendinnen te ontmoeten. Daar komt hij opnieuw Bertie tegen, die ook daar blijkt te werken. Voor Diana's vriendinnen heeft hij totaal geen oog meer. Als hij 's nachts voor de zoveelste keer badend in het zweet wakker wordt uit een droom waarin Diana hem probeert te spreken, bezoekt hij Bertie thuis. Hij heeft een geheim dat hij aan iemand kwijt moet en haar vertrouwt hij daarmee. Diana en hij zouden helemaal niet gaan trouwen. Drie dagen voor haar overlijden verbraken ze de verloving en gingen ze als vrienden uit elkaar. Dát wilde Diana die middag aan haar vader vertellen, maar door het dodelijke voorval kwam het er nooit van. Joe durft Ben en Jojo de waarheid niet te vertellen. Hij vindt ze erg aardig en is bang dat ze kwaad zullen worden, want als hij de verloving eerder had verbroken was Diana niet in de eettent geweest om haar vader te spreken op het voor haar noodlottige moment. Zolang Joe nog niet weet wat hij met de rest van zijn leven wil doen, wil hij voor Ben en Jojo ook de persoon zijn die zij op dat moment nodig lijken te hebben. Bertie kan zich inleven in zijn verdriet omdat ze ook iemand plotseling verloor. Bareigenaar Call was haar vriend. Hij verdween drie jaar daarvoor spoorloos en er is nooit meer iets van hem vernomen. Joe en Bertie voelen zich ontzettend tot elkaar aangetrokken, maar proberen hier niet aan toe te geven vanwege de lastige situatie. Ze zien zowel liefde als begrip en troost in elkaar.
Wanneer Joe 's nachts weer over Diana droomt, verlaat hij het huis door zijn slaapkamerraam om Bertie op te zoeken. Bij haar thuis geven ze toe aan hun liefde voor elkaar, maar wanneer hij thuiskomt, zit Jojo op zijn bed op hem te wachten. Ze weet dat hij bij een vrouw is geweest. Ze begrijpt het wel, maar is nog niet klaar voor het gat dat zijn onvermijdelijke vertrek met zich mee zal nemen en het gevoel dat Diana dan echt weg is. Bij haar binnenvettende man en zijn ontwijkende houding kan ze niet terecht met haar verdriet. Ben komt erachter dat Joe iets met Bertie is begonnen wanneer hij Call's Place bezoekt. Joe heeft dit al verschillende keren bezocht, zogenaamd om het los te weken van de eigenaar voor zijn en Bens bedrijfje. Hij heeft niettemin de eerste keer meteen 'nee' geaccepteerd en alle volgende keren is hij daarom niet geweest om over de koop van het pand te onderhandelen. Bertie geeft aan Ben toe dat Joe voor haar kwam. Bertie vindt zelf dat het tijd wordt dat Joe kiest of hij haar geliefde wil zijn of de schoonzoon van het echtpaar Floss. Advocate Camp legt nog meer druk op hem als ze Joe aanspoort Diana in de rechtszaal tot leven te wekken met een gevoelige getuigenis. Daardoor zou de jury eerder geneigd zijn haar doder schuldig te bevinden aan moord.
Joe stemt toe om plaats te nemen in het getuigenbankje, maar verandert tijdens de rechtszaak van gedachten. Hij wil niet langer alle rollen spelen die verschillende mensen van hem verlangen, maar alleen nog oprecht zijn wie hij zelf echt is. Hij wil kunnen getuigen dat hij Diana geweldig vond, maar ook dat ze net zomin als ieder ander een heilige was. De man die haar gedood heeft, heeft hij nog nooit ontmoet, dus hoe die veroordeeld moet worden, weet hij niet. Ben en Jojo hebben in zijn ogen het recht te weten dat Diana en hij elkaars vrienden waren, maar dat de verloving al was verbroken. Joe realiseert zich dat Diana niet terugkomt, wat hij ook zegt en wat er ook gebeurt. Iedereen moet verder en niet de rest van zijn leven blijven steken in onomkeerbare feiten. Die woorden blijken precies te zijn wat Ben en Jojo echt moesten horen, beseffen ze. Thuis schrijft Joe een brief aan Bertie. Zij is zijn nieuwe thuis. Ze vindt de brief samen met 74 andere met dezelfde tekst in haar postzak.

## Rolverdeling
| - Jake Gyllenhaal - Joe Nast - Dustin Hoffman - Ben Floss - Susan Sarandon - Jojo Floss - Ellen Pompeo - Bertie Knox - Aleksia Landeau - Cheryl - Mary Ellen Trainor - Mrs. Meyerson - Richard Fancy - Mr. Meyerson - Allan Corduner - Stan Michaels - Holly Hunter - Mona Camp - Careena Melia - Diana Floss - Dabney Coleman - Mike Mulcahey - Mary Catherine Garrison - Caroline - Gordon Clapp - Tanner | - Audrey Marie Anderson - Audrey Anders - Colombe Jacobsen-Derstine - Patty - Richard T. Jones - Ty - Lenny Clarke - Gordy - Robert Wahlberg - Pinky - Tom Carey - Baxter - McNally Sagal - Mrs. Tippet - Phil Reeves - Mr. Don Tippet - Roxanne Hart - June Mulcahey - Lisa Anne Hillman - Jillian Mulcahey - Rachel Singer - Rhonda Ketch - John Balma - Walter Ketch |

## Achtergrond

### Productie
De film werd gedeeltelijk opgenomen op locatie in South Pasadena, Swampscott, Marblehead, en Gloucester. Het Neighbor's Restaurant uit de film is in werkelijkheid Haley's Liquor Store in Marblehead.

### Filmmuziek
1. "I Want to Take You Higher" - Sly & The Family Stone
2. "Moonlight Mile" - The Rolling Stones
3. "Love Will Come Through" - Travis
4. "Twentieth Century Boy" - T. Rex
5. "Sweet Head" - David Bowie
6. "Everybody Is a Star" - Sly & The Family Stone
7. "I Hear You Knocking" - Dave Edmunds
8. "Rock and Roll" (Part 2) - Gary Glitter
9. "Razor Face" - Elton John
10. "I'll Be Your Lover, Too" - Van Morrison
11. "Comin' Back to Me" - Jefferson Airplane
12. "Buckets of Rain" - Bob Dylan
13. "Song to the Siren" - Robert Plant
14. "The Telling" - Jorma Kaukonen